# Manuel Maria Camacho Cansado de Carvalho
Manuel Maria Camacho Cansado de Carvalho (* 1960) ist ein portugiesischer Diplomat.

## Leben
Carvalho besuchte das jesuitische Privatgymnasium Colégio São João de Brito in Lissabon und wurde seit der Nelkenrevolution 1974 politisch aktiv. Er sammelte in der Zeit Wahlplakate und politische Plakate dieser politisch turbulenten Phase, die er Anfang 2014 der portugiesischen Wahlkommission (CNE) schenkte.
Später schlug er die diplomatische Laufbahn ein, wo er seit dem 30. Juni 1987 diplomatische Funktionen übernahm, u. a. in den portugiesischen Vertretungen bei der OECD, der NATO und der EU, zudem arbeitete er für die portugiesischen EU-Ratspräsidentschaften 1992, 2000 und erneut 2007.
Er war seit dem 30. April 2004 Mitarbeiter in der Vertretung Portugals bei der EU, als er im Dezember 2008 zum neuen Generalkonsul Portugals in der ehemaligen portugiesischen Besitzung Macau in China bestellt wurde. Am 2. Januar 2013 wurde er von dort abberufen und war seither wieder im internen Dienst des portugiesischen Außenministerium tätig.
Am 1. November 2013 wurde Carvalho mit dem Großkreuz des Portugiesischen Ordens für Verdienst ausgezeichnet.
Seine erste Position als verantwortlicher Botschafter trat er am 2. November 2013 als portugiesischen Botschafter in Saudi-Arabien an, wo er bis 2017 blieb.
Nach seiner Ernennung am 16. Dezember 2017 wurde Carvalho portugiesischer Botschafter in Südafrika, wo er auch für eine Reihe anderer Staaten zuständig ist und sich dazu dort mehrfachakkreditiert.

## Stationen (Auswahl)
- 1987: Beginn diplomatische Laufbahn
- 2004–2008: Ständige Vertretung Portugals bei der EU in Brüssel
- 2009–2013: Generalkonsul in Macau mit Amtsbezirk Macau und Hong Kong (China)
- 2013–2017: Botschafter in Riad (Saudi-Arabien), mit Amtsbezirk Saudi-Arabien, Jemen und Bahrain
- seit 2017: Botschafter in Pretoria (Südafrika), mit Amtsbezirk Südafrika, Botswana, Madagaskar, Lesotho und die Komoren